# Schatzkammer St. Ludgerus

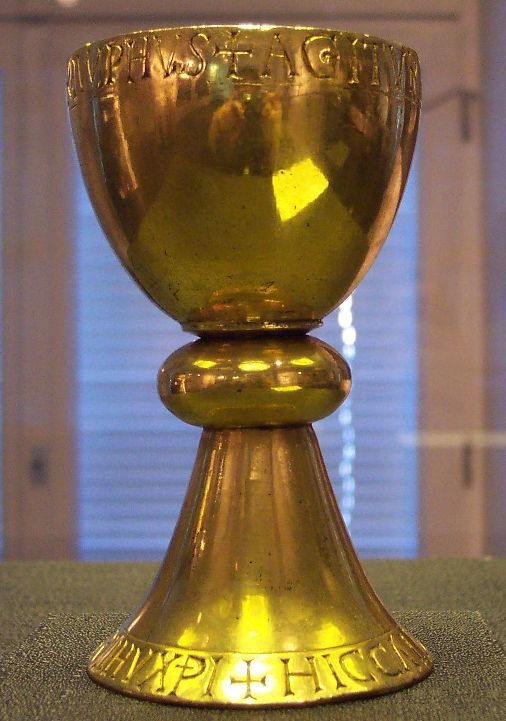
Sogenannter Kelch des heiligen Liudger in der Schatzkammer von Essen-Werden

Die Schatzkammer St. Ludgerus ist eine nach musealen Grundsätzen betreute Sammlung in Essen-Werden. Sie beherbergt die Reste des Kirchenschatzes der ehemaligen Benediktiner-Abtei Werden, der heutigen St.-Ludgerus-Kirche. Die Sammlung ist der Öffentlichkeit seit 1979 zugänglich.

## Sammlung
In der Sammlung befinden sich etwa 90 Kunstwerke. Zu den Exponaten zählen das Helmstedter Kreuz, auch Werdener Kruzifix genannt, aus dem 11. Jahrhundert und ein gleichzeitig entstandener Kelch, der dem Heiligen Liudger zugeschrieben wurde. Eine Elfenbeinpyxis aus dem 5./6. Jahrhundert zeigt eine der ältesten Darstellungen der Geburt Jesu.